# 斯蒂爾島 (南極洲)
71°0′S 60°40′W / 71.000°S 60.667°W
斯蒂爾島（英語：Steele Island）是南極洲的島嶼，位於帕爾默地東岸對開海域，長12英里、寬10英里，處於沙爾邦諾角東南面12英里，由美國探險隊發現，現時由南極條約體系管理。